# James Smith McDonnell

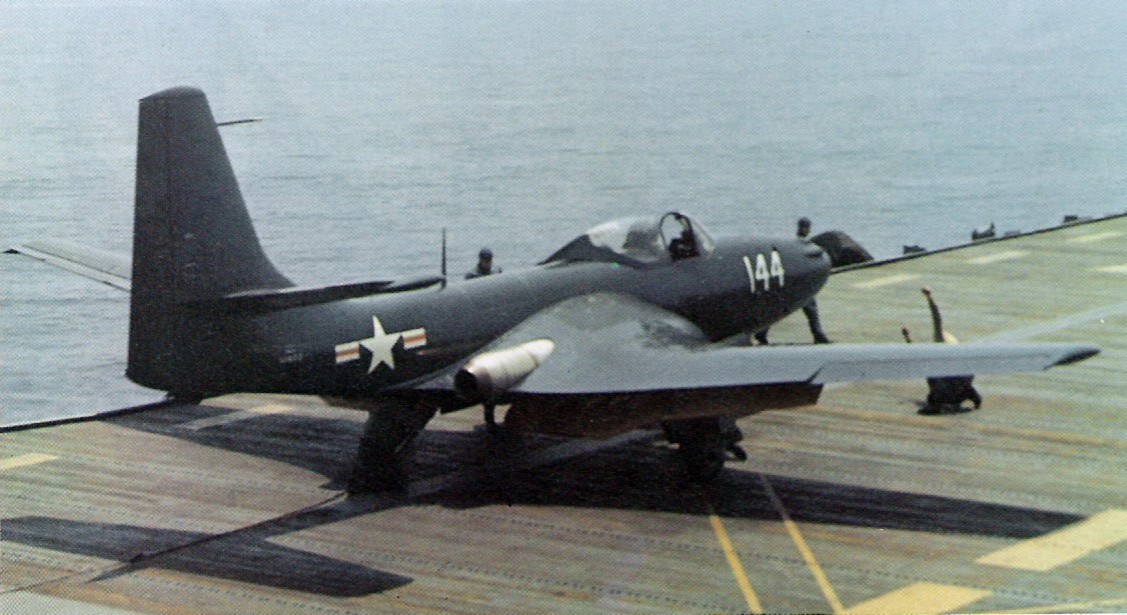
FH-1 Phantom

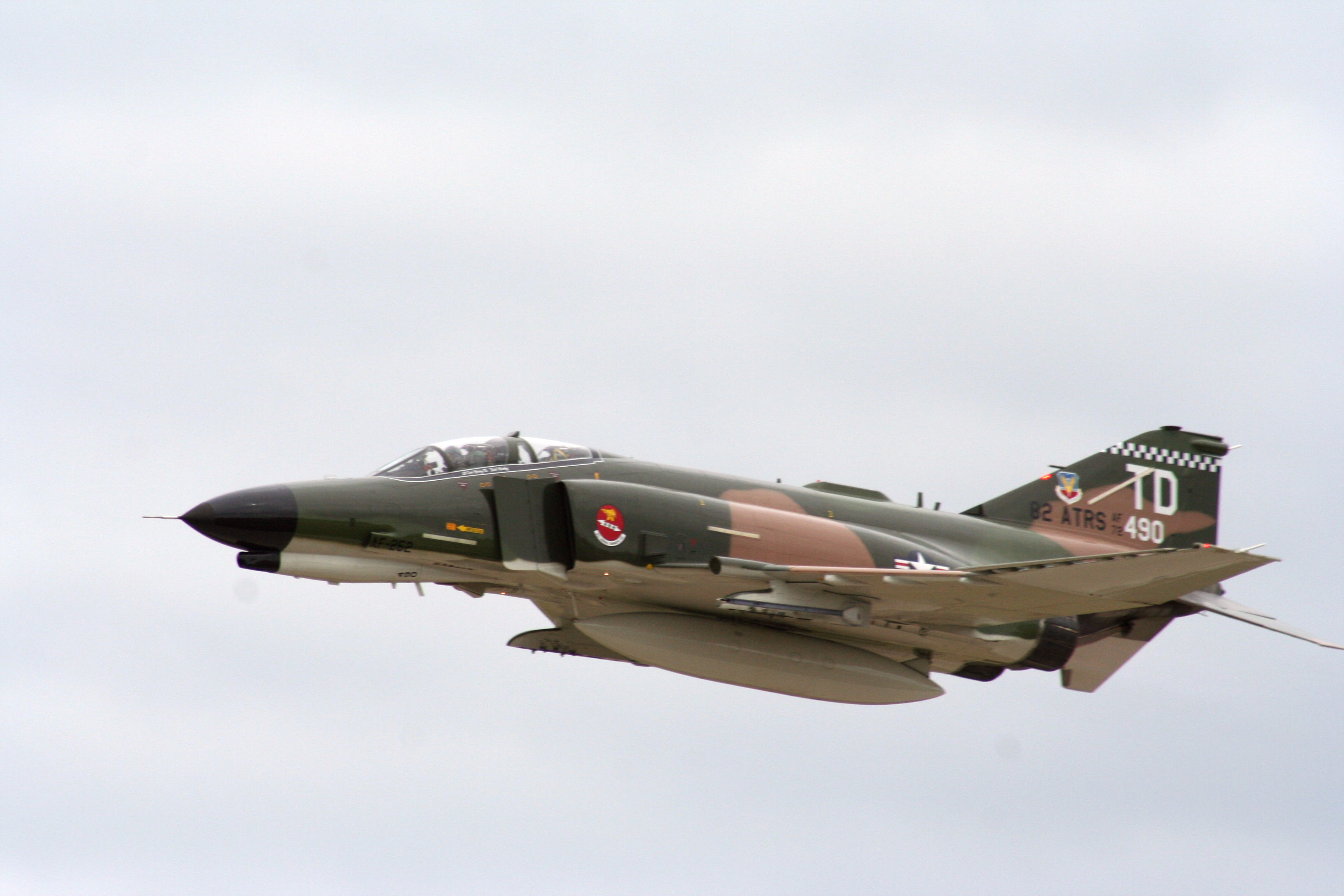
F-4 Phantom II

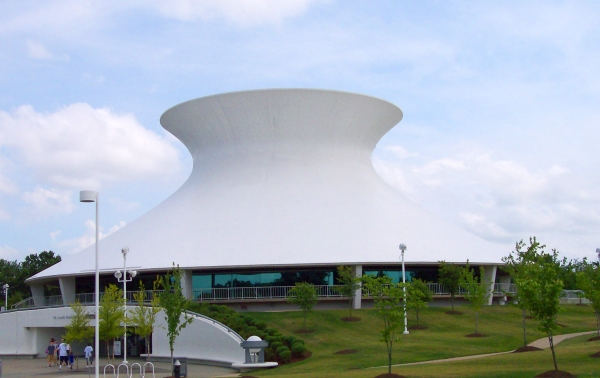
Planetarium im. J.S. McDonnella w St. Louis

James Smith „Mac” McDonnell (ur. 9 kwietnia 1899 w Denver, zm. 22 sierpnia 1980 w St. Louis) – amerykański inżynier, konstruktor i producent samolotów, pionier lotnictwa. Założyciel przedsiębiorstwa McDonnell Aircraft Corporation, współtwórca późniejszego koncernu McDonnell Douglas.

## Życiorys i dokonania
Urodził się w Denver w stanie Colorado, lecz dzieciństwo spędził w Altheimer w stanie Arkansas, gdzie jego rodzice mieli jeden z dwóch swoich magazynów handlowych. Był absolwentem Uniwersytetu Princeton oraz Massachusetts Institute of Technology (Wydziału Inżynierii Lotniczej). W 1923 wstąpił do US Air Force Reserve (Rezerwa Sił Powietrznych) i odbył roczną służbę, którą ukończył w stopniu podporucznika-pilota rezerwy. Następnie pracował w Huff-Daland Airplane Company, m.in. jako główny inżynier. W tym czasie uczestniczył także w projekcie budowy samolotu Ford Trimotor, podjętym przez Stout Metal Airplane Division of the Ford Motor Company.
W 1927 założył w Milwaukee spółkę J.S. McDonnell & Associates, by zbudować maszynę własnej marki. Jednym z celów tego przedsięwzięcia było uczestnictwo w konkursie na bezpieczny samolot, sponsorowanym przez lotniczą fundację Daniela Guggenheima, amerykańskiego przemysłowca i filantropa. Główną nagrodą było 100 tysięcy dolarów, suma w tamtych czasach ogromna. Zbudowany przez McDonnella jego dwóch partnerów-inżynierów jednosilnikowy dolnopłat Doodlebug uległ awarii i nie wygrał konkursu. Choć konstrukcyjnie udana, maszyna nie znalazła także żadnego zainteresowania u nabywców ze względu na panujący wówczas wielki kryzys. McDonnell zlikwidował więc przedsiębiorstwo i zatrudnił się w zakładach lotniczych Glenn L. Martin Company, w których pracował do 1938.
W 1939 założył McDonnell Aircraft Corporation z siedzibą w St. Louis. Przedsiębiorstwo szybko się rozwijało, do czego w znacznym stopniu przyczynił się wybuch II wojny światowej. Początkowo realizowała głównie zlecenia innych zakładów lotniczych, ale z czasem stała się głównym dostawcą myśliwców dla Sił Zbrojnych Stanów Zjednoczonych. Początek temu dało uzyskanie zamówienia US Navy na projekt i budowę pierwszego myśliwca odrzutowego dla potrzeb lotniskowców, którym był FH-1 Phantom. W samolocie tym zastosowano oryginalne rozwiązanie konstrukcyjne układu silników, polegające na umieszczeniu ich w skrzydłach przy kadłubie, z dyszami wysuniętymi poza płaty skrzydeł. Kolejne maszyny: F2H Banshee, F3H Demon i F-101 Voodoo, poprzedziły powstanie samolotu myśliwsko-bombowego F-4 Phantom II, który doprowadził do dominacji McDonnella na amerykańskim rynku producentów samolotów tej kategorii. W latach 60. F-4 Phantom II był jedynym statkiem powietrznym wykorzystywanym przez wszystkie rodzaje Sił Zbrojnych Stanów Zjednoczonych. W filialnych zakładach McDonnella, zajmujących się rozwojem techniki rakietowej i kosmicznej, powstały także kapsuły Mercury i Gemini, które odegrały wielką rolę w realizacji amerykańskiego programu astronautycznego. W późniejszych latach pojawiły się następne wielozadaniowe supermyśliwce: F-15 Eagle, F/A-18 Hornet i F/A-18E/F Super Hornet.
Pragnąc rozszerzyć zakres działania przedsiębiorstwa o produkcje dla lotnictwa cywilnego, McDonnell doprowadził w 1967 do połączenia swojego przedsiębiorstwa z Douglas Aircraft Company. Powstały w ten sposób koncern McDonnell Douglas, nie zaprzestając produkcji samolotów pasażerskich DC-8 i DC-9, podjął prace na konstrukcją maszyny szerokokadłubowej, których efektem był DC-10, powstały w 1970. W wyniku fuzji powstała także przedsiębiorstwo filialne: McDonnell Douglas Astronautics z siedzibą w kalifornijskim mieście Huntington Beach, produkująca m.in. rakiety nośne Delta oraz współpracująca z NASA. W 1997 McDonnell Douglas połączył się z koncernem Boeing, który faktycznie wchłonął konkurenta.

## Postać
McDonnell był nie tylko innowatorem w dziedzinie lotnictwa, ale także nieortodoksyjnym przedsiębiorcą, stosując już w latach 50. metody działania biznesowego, które stały się powszechne dopiero w późniejszym okresie XX w. Swoich pracowników uważał za „kolegów z drużyny”, a nie podwładnych. „Pan Mac” – jak go nazywano – był życzliwym i lubianym przez załogę szefem, który stworzył, obowiązujący w przedsiębiorstwie, dziewięciopunktowy „Kodeks postępowania etycznego”. Ulubionym powiedzeniem McDonnella było zdanie: „Jesteśmy na tej Ziemi po to, żeby pielęgnować nasze dusze.” Mając świadomość, że status multimilionera osiągnął ze sprzedaży uzbrojenia, stał się orędownikiem ONZ i działań na rzecz światowego pokoju. McDonnell Aircraft był pierwszym przedsiębiorstwem amerykańskim, które Dzień ONZ uznało jako wolny od pracy, pełnopłatny dzień świąteczny.
W 1950 założył fundację swojego imienia, której działalność miała na celu „poprawę jakości życia”. Placówka ta subsydiowała badania w nowych dziedzinach nauki oraz nad nowymi technologiami. Z jej wsparcia skorzystało również kilka pokoleń stypendystów indywidualnych. Istniejąca nadal James S. McDonnell Foundation przyznała do 2004 dotacje na łączną sumę 412 milionów dolarów (według obecnej wartości).
McDonnell był dwukrotnie żonaty. Jego pierwszą żoną była Mary Elizabeth Finney. Miał z nią dwóch synów: Jamesa Smitha III i Johna Finneya. Po śmierci Mary w 1949, ożenił się w 1954 z Priscillą Forney i adoptował jej troje dzieci z poprzedniego małżeństwa. Był bardzo przywiązany do rodziny. Wielu jej członków obejmowało wysokie stanowiska w jego przedsiębiorstwach. W 1972 McDonnell ustąpił ze stanowiska dyrektora generalnego na rzecz swojego bratanka Stanforda. Pozostał jednak prezesem zarządu koncernu aż do śmierci w 1980.

## Nagrody
- 1963 Medal Daniela Guggenheima (za długoletni wkład w projektowanie i rozwój wojskowych statków powietrznych oraz pionierską pracę w dziedzinie techniki kosmicznej)
- 1966 Collier Trophy[3] (za wybitny wkład w rozwój lotnictwa i astronautyki ze szczególnym uwzględnieniem budowy samolotu F-4 Phantom i statków kosmicznych Gemini)
- 1977 Wprowadzenie do The Aviation Hall of Fame w Dayton
- 1980 Nagroda NAS w dziedzinie inżynierii kosmicznej
- 1981 Wprowadzenie do The International Aerospace Hall of Fame w San Diego